# ميزاب

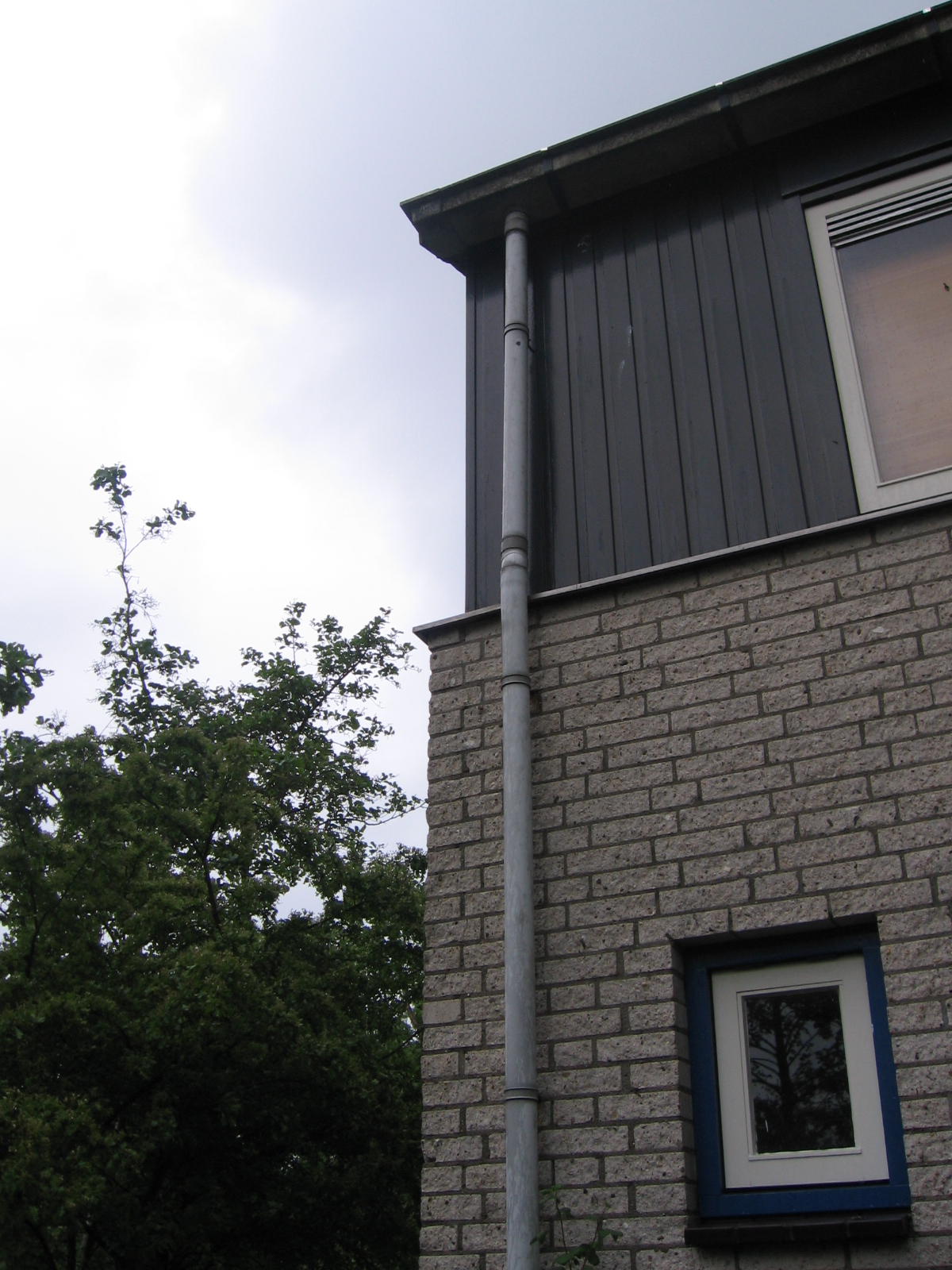
ميزاب

المِيزَاب أو المَثعَب  هو الأنبوب الذي يحمل ماء المطر من سطح المبنى إلى الأرض.
وغالبا في كنائس العصور الوسطى تكون مزينة بوجوه وحشية لإخافة الأرواح الشريرة (حسب اعتقاداتهم) وابعادها عن المبنى وتسمى بالكرغل. هدف الميزاب هو توجيه تدفق مياه الأمطار المتراكمة على الأسطح إلى الخارج ومنعها من الانحدار على طول الجدران وإلحاق الضرر بأساسات المبنى.

## اقرأ أيضاً
- مزراب